# Haddon Sundblom
Haddon Hubbard Sundblom (Muskegon, 22 juni 1899 – Chicago, 10 maart 1976) was een Amerikaans illustrator van Zweedse en Finse afkomst. Sundblom was gespecialiseerd in het maken van illustraties voor reclame-uitingen en tijdschriften, en maakte ook illustraties van pin-upgirls voor kalenders. Hij is vooral bekend om de afbeeldingen van de Kerstman die hij maakte voor de reclameposters van The Coca-Cola Company.

## Biografie
Sundblom, geboren in Muskegon (Michigan), kwam uit een gezin met een Zweedse moeder en een vader uit het Grootvorstendom Finland. Hij volgde lessen aan de Art Institute en het American Academy of Art College in Chicago. Sundblom begon zijn carrière als stagiair bij de reclamestudio van Charles Everett Johnson, op dat moment de grootste in Chicago. Hij leerde daar het vak van onder andere Andrew Loomis, McClelland Barclay en Maurice Logan. In 1925 richtte hij samen met twee collega's (Howard Stevens en Edwin Henry) zijn eigen reclame studio op. In de jaren dertig verliet hij deze studio en begon hij voor zichzelf eerst als freelancer en later met een eigen studio.
Een doorbraak kwam er voor Sundblom in 1931 toen hij in opdracht van The Coca-Cola Company een afbeelding van de Kerstman maakte. Zijn afbeelding van de Kerstman werd wereldberoemd en vormt de basis voor de weergave van de Kerstman zoals we die nu nog steeds kennen. Sundblom liet zich o.a. inspireren door het beroemde gedicht Twas the Night Before Christmas van Clement Clark Moore, de Kerstman had een breed gezicht een ronde buik en een vrolijke uitstraling. Een andere inspiratiebron was zijn eigen gepensioneerde buurman, Lou Prentice die tot zijn dood als model figureerde voor Sundblom. Na het overlijden van Prentice gebruikte Sundblom zijn eigen gelaat als model voor het gezicht van de Kerstman. Sundblom zou een productieve en succesvolle samenwerking hebben met Coca-Cola over een periode van meer dan dertig jaar.
Naast het werk voor Coca-Cola is hij ook bekend vanwege het logo dat hij ontwierp voor de Quaker Oats Company. Een afbeelding van een man met onderscheidende hoed (Quakers) die generaties lang gebruikt zou worden en de basis vormde voor de latere gemoderniseerde versie.

## Techniek
Sundblom gebruikte een techniek waarbij hij nat-in-nat schilderde met olieverf. Hij schilderde van donker naar licht en van dun naar dik en had een rap tempo. Naast professionele modellen, gebruikte hij ook buren, collega's en zijn eigen dochters als inspiratie voor zijn werk.